# Liste der Monuments historiques in Blussans
Die Liste der Monuments historiques in Blussans führt die Monuments historiques in der französischen Gemeinde Blussans auf.

## Liste der Objekte
| Bezeichnung                 | Beschreibung                                                               | Standort                      | Kennzeichnung | Schutzstatus | Datum | Bild |
| --------------------------- | -------------------------------------------------------------------------- | ----------------------------- | ------------- | ------------ | ----- | ---- |
| Kanzel                      | Holz, 18. Jahrhundert                                                      | in der Kirche St-Léger (Lage) | PM25000408    | Classé       | 1966  |      |
| Kelch                       | Silber, vergoldet, 18. Jahrhundert                                         | in der Kirche St-Léger (Lage) | PM25001572    | Classé       | 1992  |      |
| Skulptur eines Bischofs     | Stein, 16. Jahrhundert                                                     | in der Kirche St-Léger (Lage) | PM25001573    | Classé       | 1992  |      |
| Hauptaltar und Seitenaltäre | jeweils Altartisch und Retabel; Holz, teilweise vergoldet, 18. Jahrhundert | in der Kirche St-Léger (Lage) | PM25001636    | Classé       | 1966  |      |